# Oratorio di San Michele Arcangelo (Batignano)
L'oratorio di San Michele Arcangelo era un edificio religioso situato a Batignano, frazione del comune di Grosseto.
Il luogo di culto, di origini incerte ma comunque ipotizzabili tra il periodo medievale e quello rinascimentale si trovava nel centro storico batignanese, pur non essendo ancora nota l'esatta ubicazione. Tra le varie ipotesi, non è del tutto da escludersi l'ipotesi che lo vedeva situato nel luogo in cui fu costruita in epoca tardobarocca la chiesa confraternita di San Giuseppe.
La storia del luogo di culto è legata alla pregevole e venerata statua lignea di scuola senese di inizio Seicento, raffigurante san Michele Arcangelo, che vi era originariamente custodita all'interno, per poi essere traslata all'interno della pieve di San Martino, ove attualmente trova collocazione.